# Energías renovables en Vietnam
La energía renovable en Vietnam está dominada por la hidroelectricidad, que suministró más del 38% de la electricidad del país en 2016. Otras fuentes renovables, como la eólica, la biomasa y la energía solar, son marginales, ya que representan el 0,4% de la generación eléctrica.
El gobierno planea aumentar la inversión en energía renovable para la seguridad energética y la sostenibilidad económica. Los objetivos para 2030 incluyen un aumento en la capacidad de energía eólica a 6 gigavatios (GW) y energía solar a 12 GW, desde niveles despreciables actuales. En 2030, se planea que la energía eólica y solar representen el 2.1% y el 3.3% de la generación eléctrica total, respectivamente.

## Hidroelectricidad

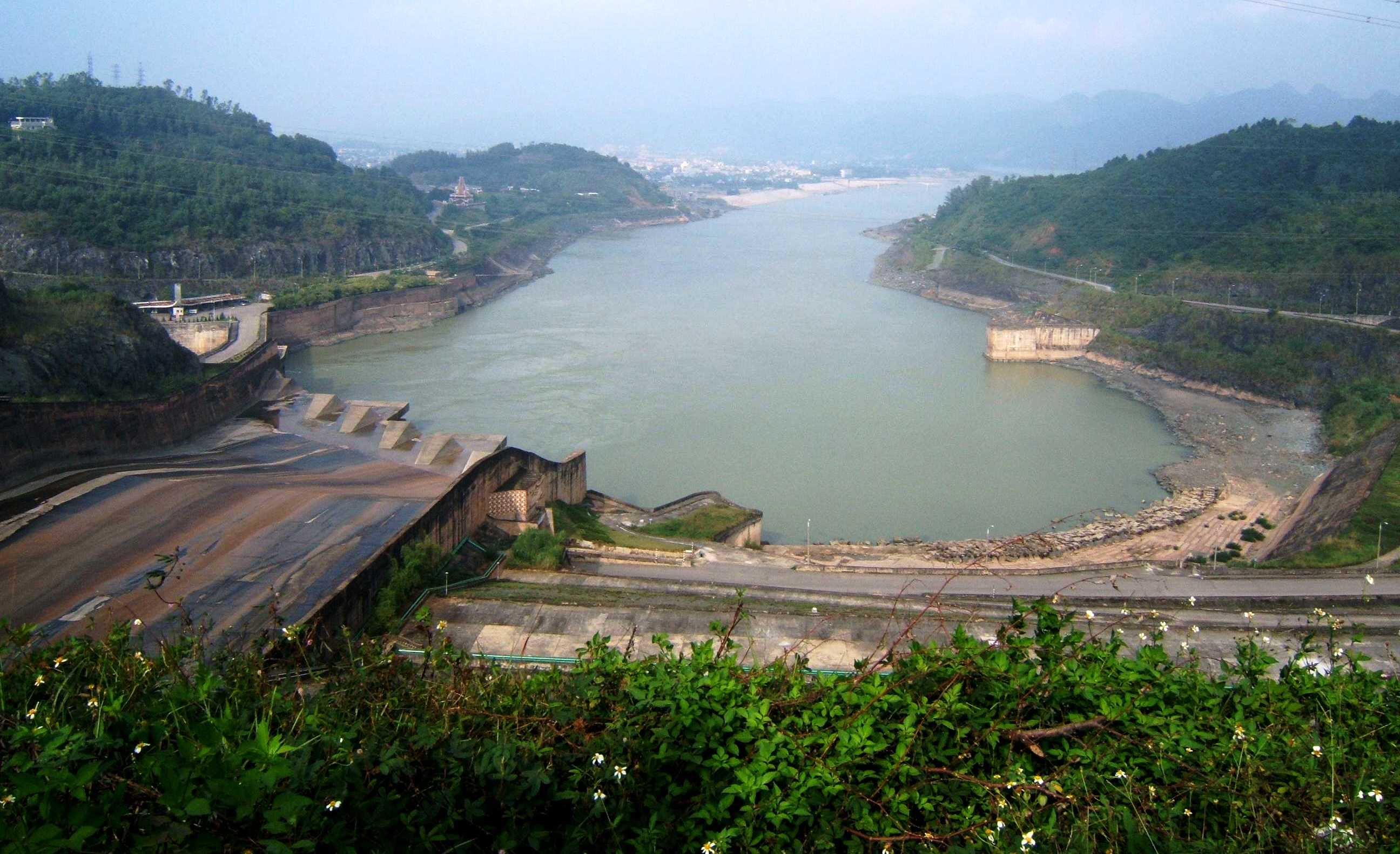
Presa hidroeléctrica Hoa Binh en el río Da (río Negro)

La energía hidroeléctrica constituye la mayor parte de la producción de energía renovable en Vietnam. Vietnam produce 15,857 megavatios (MW) de electricidad de fuentes hidroeléctricas, lo que representa el 37,6% de la producción eléctrica del país. El gobierno de Vietnam ha establecido un objetivo para aumentar la producción de energía hidroeléctrica a 27.800 MW en 2030.
El potencial técnico de la energía hidroeléctrica en Vietnam se estima en 35 GW, con 19 a 21 GW considerados económicamente factibles. Al armar el Plan de Desarrollo de Energía 7 de Vietnam, los impactos económicos, sociales y ambientales se consideraron en la planificación de los proyectos hidroeléctricos del país.